# Soliva sessilis
Espèce
Synonymes
- Soliva daucifolia Nutt.
- Soliva pterosperma (Juss.) Less

Soliva sessilis (Soliva à fruits ailés) est une espèce de plantes à fleurs dicotylédones de la famille des Asteraceae, originaire d'Amérique du Sud.

## Description

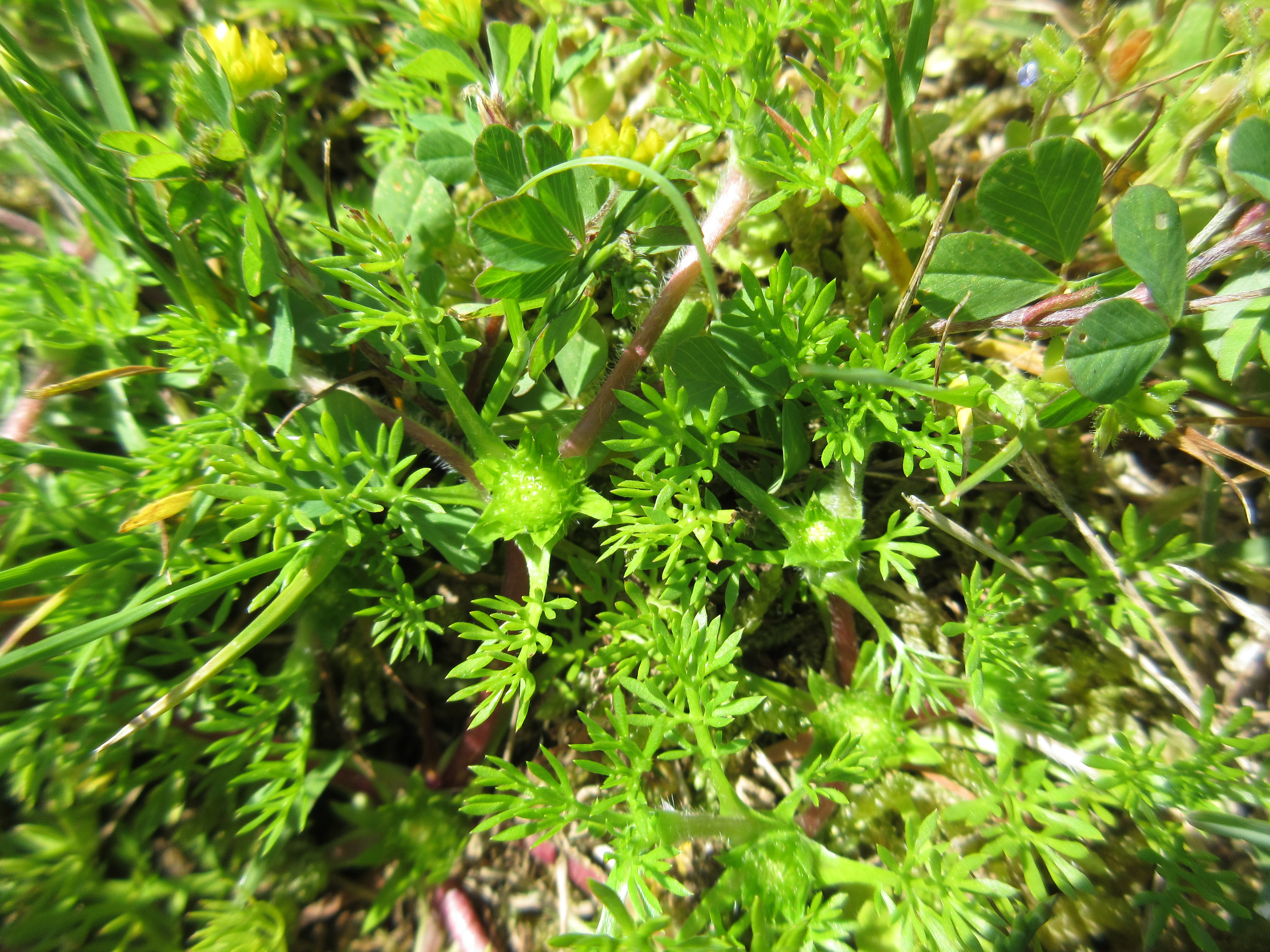
La plante fin avril, dans son habitat : une pelouse sableuse du littoral dans le Sud-Ouest de la France. On distingue les petites fleurs dans l'une des deux capitules floraux très brillants.

C'est une petite plante herbacée, annuelle, se développant en rosette basses de feuilles qui échappent aux lames des tondeuses. C'est une plante considérée comme envahissante dans plusieurs pays. Elle a été signalée en Californie dès 1836, probablement à la suite de livraisons de peaux en provenance d'Amérique du Sud. En Nouvelle-Zélande, c'est une mauvaise herbe des plus détestées dans les pelouses.
En France, elle est apparue en Gironde dès 1998 et a déjà été observée dans tous les départements littoraux du sud-ouest, et en Corse.
C'est une plante adventice, connue pour ses petites graines munies d'un aiguillon acéré. Elle est munie de petites feuilles finement découpées, rappelant celles de certaines apiacées (ombellifères), avec des rosettes de graines émergeant à l'aisselle des rameaux. Les fleurs qui les précèdent passent inaperçues la plupart du temps. Lorsqu'elle est présente dans une pelouse, il est très douloureux d'y marcher pieds nus, les graines s'en détachent et restent fichées dans les orteils et la plante du pied où elles ont planté leur aiguillon. Chats et chiens n'en sont pas à l'abri.
Noms vernaculaires
Un nom commun en français est Soliva à fruits ailés. Ses noms communs dans la sphère anglophone comprennent field burrweed, lawn burrweed, carpet burrweed, spurweed, appellations qui correspondent à « teigne des prés », « teigne des pelouses », « teigne en tapis » et « herbe-éperon » ; Le mot « teigne » faisant ici référence au fruit hérissé de la bardane. Elle y est aussi appelée herbe d'Onehunga, herbe bindi, bindii, ou œil de bindi.

## Distribution et habitat

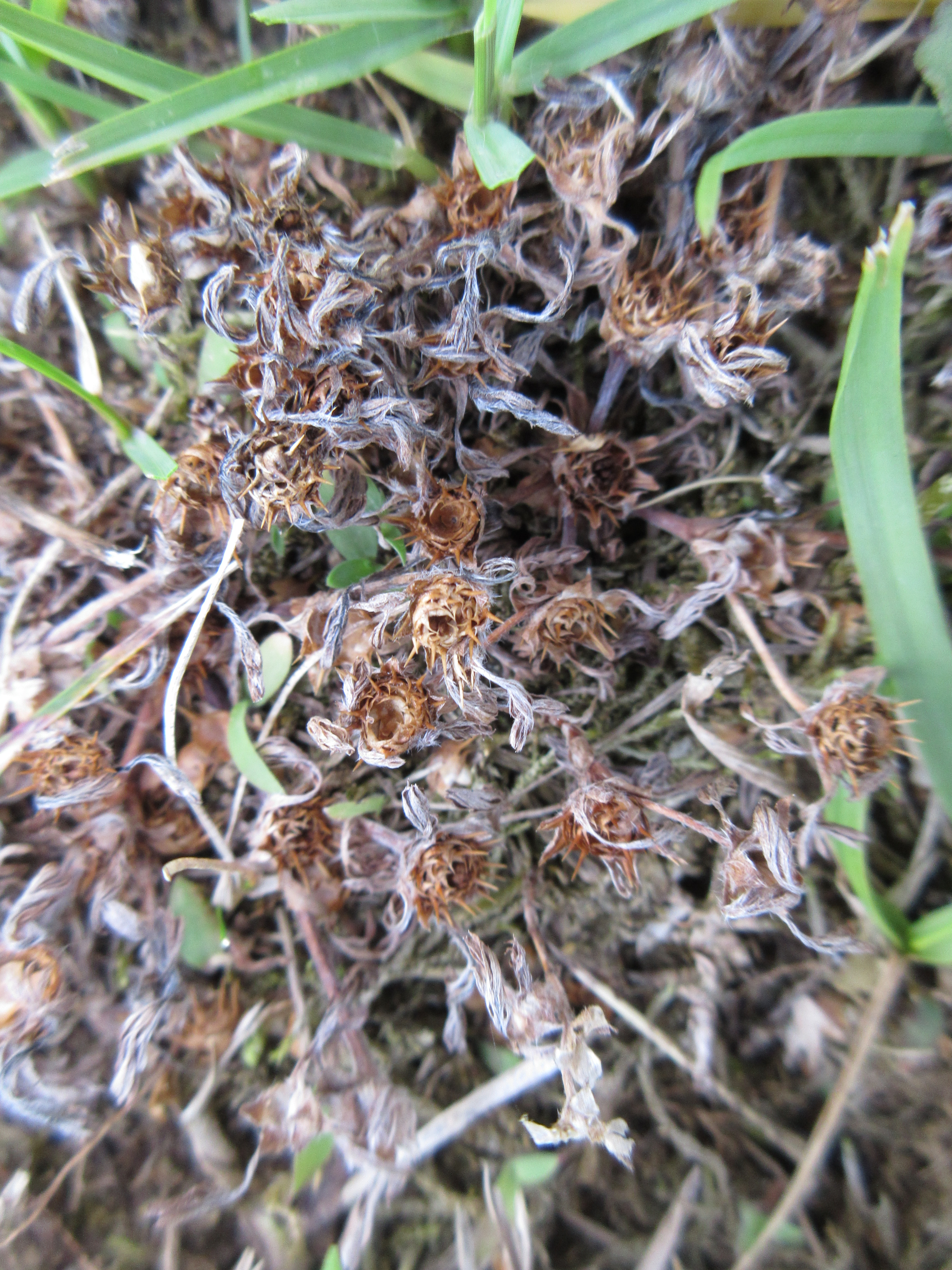
Mi-juin : la plante s'est desséchée, ne restent que les rosettes de graines, désormais opérationnelles : aiguillons prêts à se ficher dans la plante d'un pied, ou dans la semelle qui va assurer la dissémination. Au cœur des rosettes, certaines sont déjà parties ...

Originaire d'Amérique du Sud, cette plante s'est maintenant installée en de nombreux points du monde, notamment en Australie, en Nouvelle-Zélande, dans le Sud-Ouest de la France, à Hawaï, en Californie, et en plusieurs autres États des États-unis. 
On la trouve principalement dans les parcs et les stades, quoiqu'elle soit également devenue envahissante dans les pelouses dans le sud-est des États-unis, en Australie et en Nouvelle-Zélande.
Elle affectionne les sols sableux et a été signalée d'abord sur le littoral.

## Résistance aux herbicides
Des populations de Soliva sessilis ont été signalées comme résistantes à des herbicides en Nouvelle-Zélande en 1999. Ces cas concernaient des terrains de golf et des pelouses, les herbicides en cause (clopyralide, picloram et triclopyr) appartenant au groupe O (auxines synthétiques) de la classification HRAC des herbicides.